# Eric de Bisschop
Éric de Bisschop (Aire-sur-la-Lys, Pas-de-Calais el 21 de octubre de 1891 - atolón de Rakahanga, islas Cook el 30 de agosto de 1958) fue un navegante francés, conocido por sus viajes marítimos desde Honolulu hasta Cannes con el Kaimiloa (1937-38) y desde Papeete hasta Chile con la balsa Tahití-Nui (1956-58).
Pasó la gran parte de su vida adulta en el Pacífico, particularmente en Honolulu (1935-37 y 1941-47), en la Polinesia francesa (1947-56) y en Chile, en el último año de su vida. 

## Biografía
Nacido en una familia rica, es probable que Philippe Pétain fuese su padrino, dadas las buenas relaciones entre sus respectivas familias.
Instruido en una escuela de los Jesuitas y formado como marinero, fue en 1914-1915 comandante de un navío patrullero en el estrecho de Calais y después entró en las fuerzas aéreas, donde sufriría un grave accidente en 1916 o 1917. 
Después de la Primera Guerra Mundial, partió para China en 1927. En 1931, conoció a su futuro compañero de navegación Joseph Tatibouet. Construyeron un junco chino, el Fou Po, y partieron para explorar el suroeste del Pacífico entre 1932 y 1935. 
En el verano de 1935, fueron arrestados por los japoneses en Jaluit (Marianas) y se escaparon con dificultad en dirección a Hawái. Llegaron el 25 de octubre a Kalaupapa, en la Isla Molokai, prácticamente muertos de hambre. El 27 de octubre, el Fou Po fue destruido por un temporal con todos los papeles de observación científica de los tres años pasados.
En Honolulu, construyeron una "doble canoe" (Eric de Bisschop rechazaba la palabra « catamaran »), el Kaimiloa, y decidieron retornar a Francia. 
En Hawái, Eric de Bisschop había conocido a una mujer, Constance Constable, alias « Papaleaiaina », con quien se casó en 1938, después de hacer el viaje de Honolulú a Cannes vía El Cabo y Tánger (marzo de 1937 - mayo de 1938). Es probable que el Mariscal Pétain fuese testigo de la boda.
En 1939, publicó su libro Kaimiloa y construyó un nuevo barco, el Kaimiloa-Wakea.
Partió entonces con su esposa desde Burdeos el 14 de junio de 1940 hacia las Islas Marquesas, pero el barco fue destruido tras una colisión en el puerto de Las Palmas de Gran Canaria. Pasó un tiempo en Las Palmas por el juicio por el accidente, y entretanto fue nombrado por Pétain (desde el 16 de junio jefe del gobierno francés, y después del Estado francés) cónsul de Francia en Honolulu. Los Bisschop llegaron a Honolulu a principios de agosto de 1941, vía los Estados Unidos.
Pero el 13 de diciembre, poco después del ataque a Pearl Harbor, fue revocado por el Departamento de Estado sin explicaciones precisas y en mayo de 1942 fue arrestado por la Inteligencia Militar y detenido tres días, falsamente acusado de diversos delitos. 
En 1947 dejó Honolulu y a su mujer (sin divorciarse), y marchó hacia la Polinesia, donde durante 8 años trabajó, primero en la marina mercante, y desde 1951, como topógrafo catastral en las Islas Australes (Rurutu, Raivavae).
En 1956 emprendió una nueva odisea: la construcción de una balsa polinesia para atravesar el Pacífico desde Tahití hasta Chile (el inverso del viaje de Thor Heyerdahl en 1947). El Tahití-Nui partió de Papeete el 8 de noviembre de 1956 con una tripulación de 5, entre lo que estaba un chileno, Juan Bugueño (« Juanito »). Dos otros Chilenos desempeñaron un papel en la organización de la expedición : Carlos Garcia Palacios, cónsul de Chile en Papeete y Jaime Bustos Mandiola, Secretario de la Expedición en Chile. En mayo de 1957, cerca de las islas Juan Fernández, la balsa estaba en mal estado y tuvieron que pedir un remolque; fueron socorridos por el Baquedano, un crucero de la Marina chilena. Pero la operación no tuvo éxito y tuvieron que dejar la balsa.
En Valparaíso fueron acogidos con gran ceremonia y entusiasmo. Después pudieron construir un nuevo Tahití-Nui en el puerto fluvial de Constitución, donde pasaron 8 meses (entre octubre de 1957 y enero de 1958, Eric de Bisschop escribió su libro Cap à l'Est en Lontué en casa de amigos chilenos). El Tahití-Nui II partió de La Poza el 15 de febrero de 1958 hacia Callao, y de Callao el 14 de abril hacia las Marquesas, pero no pudieron llegar a estas islas y fueron llevados hacia el oeste; en agosto tuvieron que construir una balsa de socorro (Tahití-Nui III) y pudieron navegar hasta el atolón de Rakahanga, en las islas Cook, donde encallaron el 30 de agosto. 
Eric de Bisschop fue la única víctima del naufragio. Un navío francés llegó el 4 de septiembre para rescatar a los miembros de la expedición. Eric de Bisschop fue inhumado en la isla Rurutu en el pueblo de Moerai, donde tenía su casa.